# 艾薩克·華爾頓
艾薩克·華爾頓（英語：Izaak Walton，1594年9月21日—1683年12月15日），英國作家，代表作是《釣魚大全》。

## 外部連結
- Izaak Walton的作品  - 古騰堡計劃